# I Hate Myself and Want to Die
I Hate Myself and Want to Die (укр. Я ненавиджу себе та хочу померти) — пісня американського рок-гурту Nirvana, написана вокалістом і гітаристом Куртом Кобейном. Вперше вона була випущена в листопаді 1993 року як перший трек компіляції The Beavis and Butt-Head Experience, яка посіла 5 місце в чарті Billboard 200.
Пісня також була санкціонована для випуску як частина B до синглу «Pennyroyal Tea», але оригінальний реліз синглу був скасований після смерті Кобейна у квітні 1994 року.

## Рання історія
«I Hate Myself and Want to Die» ніколи не виконувалася наживо, і збереглися лише дві відомі версії, обидві записані в студії. Перша — це демо з незакінченим текстом, записане у січні 1993 року Крейгом Монтгомері на студії BMG Ariola Ltda у Ріо-де-Жанейро, Бразилія. Ця версія вийшла на раритетному бокс-сеті Nirvana «With the Lights Out» у листопаді 2004 року.

## In Utero
Друга і остання студійна версія «I Hate Myself and Want to Die» була записана Стівом Албіні в Pachyderm Studios 15 лютого 1993 року під час запису третього і останнього альбому гурту, In Utero. Спочатку пісня мала назву «2 Bass Kid», а на коробці з касетою для альбому був зображений символ риби.
Вона не увійшла до альбому In Utero, який вийшов у вересні 1993 року, пізніше Кобейн пояснив це тим, що на альбомі було занадто багато «шумових» пісень. Натомість пісня з'явилася як відкриваючий трек на компіляції The Beavis and Butt-Head Experience, випущеній у листопаді 1993 року. Він містив вступ Майка Джаджа, який озвучував головних героїв, а також коментар наприкінці, де герої заявляли, що пісня «kicked ass» та «ruled». За цю пісню гурт отримав 60 000 доларів від свого лейблу Geffen Records. Альбом-компіляція Beavis and Butt-head Experience посів 5 місце в чарті Billboard 200 і відтоді був сертифікований як 2х платиновий у США.
I Hate Myself and Want to Die також була робочою назвою для In Utero. За словами Тома Маллона з Rolling Stone, Кобейн відмовився від цієї назви через побоювання, що похмурий гумор назви буде втрачений для деяких критиків і шанувальників, а також після того, як басист Nirvana Кріст Новоселіч переконав його, що гурт може зіткнутися з судовими позовами, якщо Кобейн залишиться з первісною назвою. Кобейн змінив назву альбому на Verse Chorus Verse, а через два тижні — на остаточну назву In Utero. У жовтні 1993 року в інтерв'ю Девіду Фріку з Rolling Stone Кобейн пояснив, що мав на увазі назву «настільки буквально, наскільки це може бути жартом», назвавши її «смішною» і стверджуючи, що це відсилання до суспільного сприйняття його «як злого, скаржачогося, збожеволілого шизофреніка, який весь час хоче вбити себе».
В анотації до With the Lights Out помилково зазначено, що версія, яка увійшла до набору, демо, записане в січні 1993 року в Ріо-де-Жанейро, є версією, виданою на The Beavis and Butt-Head Experience.

### Сингл Pennyroyal Tea
Записана Альбіні версія «I Hate Myself and Want to Die» також мала вийти як бі-сайд до синглу «Pennyroyal Tea» у квітні 1994 року, але сингл був відкликаний після смерті Кобейна того ж місяця, можливо, через назву пісні.
Однак, ще до запланованого релізу в Північній Америці та на початку травня 1994 року у Великій Британії, сингл вже був випущений у Німеччині. На той час були виготовлені та розповсюджені лише роздрібні версії синглу на CD, зроблені в Німеччині. Сингли були відкликані і знищені лейблом або роздрібними продавцями, але деякі копії були відкладені, що, очевидно, і є джерелом вцілілих копій. Деякі копії могли бути продані роздрібними торговцями, незважаючи на відкликання. Сингл було перевидано до Дня музичного магазину у 2014 році.

## Композиція та тексти пісень
Незважаючи на назву пісні, текст «I Hate Myself and Want to Die» не містить жодних очевидних посилань на самогубство. У книзі «The Rough Guide to Nirvana» Джилліан Ґаар назвала її «оптимістичним, дружнім трешем» з «безглуздою лірикою», назва якого не має жодного зв'язку з музикою.
В інтермедії пісні Кобейн цитує «Глибоку думку» американського коміка Джека Ген

## Оцінка
У книзі «Прогулянка по темній стороні: Міфи, легенди та прокляття рок-н-ролу» Р. Гері Паттерсон порівняв пісню з «Yer Blues» Джона Леннона як «спробу пояснити самоаналіз [Кобейна]». У 2015 році Rolling Stone поставив пісню на 44 місце у списку зі 102 пісень Nirvana, назвавши її «хитким шматком інфекційного сладж-попу».
Сам Кобейн зневажливо ставився до пісні, називаючи її «нудною» і кажучи, що гурт «міг би написати цю пісню уві сні». Однак Крейг Монтгомері, який записав демо-версію на студії BMG Ariola Ltda в Ріо-де-Жанейро, Бразилія, був вражений піснею, вихваляючи її рифи і ритм і кажучи, що, на його думку, вона могла б стати хітом.
Англійський музикант Ноел Ґаллагер, вокаліст і гітарист рок-гурту Oasis, згадав цю пісню, розповідаючи про натхнення синглу Oasis 1994 року «Live Forever», який був задуманий як непряма відповідь на песимізм гранж-руху початку 1990-х років. «Пам'ятаю, у Nirvana була пісня під назвою „I Hate Myself and Want to Die“, — розповідав Ґаллагер, — і я подумав: „Ну, бляха-муха, я цього не потерплю“. Як би мені не подобався [Кобейн] і все інше лайно, я цього не хочу… Діти не повинні чути цю нісенітницю. Мені здається, що був хлопець, який мав усе, і був нещасним через це».
На пісню посилається американська інді-рок-група Cat Power у пісні «Hate» зі свого альбому The Greatest 2006 року.

## Кавери
The Blackout випустили пародію на цю пісню під назвою «I Love Myself and I Want to Live» у 2009 році. Батон-Ружський сладж-гурт Thou випустив кавер на цю пісню на своєму EP «The Sacrifice»

## Інші релізи
- Ремікс версії In Utero, зроблений Альбіні у 2013 році, з'явився на ювілейних 20-х «Deluxe» і «Super Deluxe» версіях In Utero, випущених у вересні 2013 року. Оригінальний ремікс, який увійшов до альбому «The Beavis and Butt-Head Experience» та синглу «Pennyroyal Tea», на перевиданні не з'явився.

## Виконавці
Nirvana
- Курт Кобейн — вокад, гітара, бек-вокал
- Кріст Новоселіч — басс
- Дейв Грол — ударні

Виробничий персонал
- Стів Альбіні — продюсер, звукорежисер
- Адам Каспер — звукорежисер
- Боб Людвіг — мастеринг